# Fuentes Calientes
Fuentes Calientes – gmina w Hiszpanii, w prowincji Teruel, w Aragonii, o powierzchni 25,01 km². W 2014 roku gmina liczyła 111 mieszkańców.